# Gruppo Sportivo Fiorenzuola 83ª Legione M.V.S.N. 1931-1932
Questa voce raccoglie le informazioni riguardanti il Gruppo Sportivo Fiorenzuola 83ª Legione M.V.S.N. nelle competizioni ufficiali della stagione 1931-1932.

## Rosa
| N. |                   | Ruolo | Calciatore         |
| -- | ----------------- | ----- | ------------------ |
|    | Italia (bandiera) | C     | Ampollini          |
|    | Italia (bandiera) | A     | Enzo Bertoli       |
|    | Italia (bandiera) | A     | Costantino Falconi |
|    | Italia (bandiera) | A     | Giuseppe Gavazzi   |
|    | Italia (bandiera) | P     | Emilio Giovannini  |
|    | Italia (bandiera) | C     | Illari             |
|    | Italia (bandiera) | P     | Lombardi           |
|    | Italia (bandiera) | D     | Lombi              |

| N. |                   | Ruolo | Calciatore          |
| -- | ----------------- | ----- | ------------------- |
|    | Italia (bandiera) | C     | Mangia              |
|    | Italia (bandiera) | C     | Armando Orsi        |
|    | Italia (bandiera) | D     | Renato Ponti        |
|    | Italia (bandiera) | D     | Rabaiotti (I)       |
|    | Italia (bandiera) | A     | Rabaiotti (II)      |
|    | Italia (bandiera) | D     | Francesco Silva     |
|    | Italia (bandiera) | D     | Vincenzo Torricella |